# Wróble-Arciszewo
Wróble-Arciszewo – wieś w Polsce położona w województwie podlaskim, w powiecie zambrowskim, w gminie Kołaki Kościelne.
Wierni kościoła rzymskokatolickiego należą do parafii Wniebowzięcia Najświętszej Maryi Panny w Kołakach Kościelnych.

## Historia
Wieś szlachecka Wróble-Jarciszewo położona była w drugiej połowie XVI wieku w powiecie zambrowskim ziemi łomżyńskiej. W latach 1921–1925 wieś leżała w województwie białostockim, w powiecie łomżyńskim, w gminie Kossaki-Rutki a od 1925 w gminie Kołaki.
Według Powszechnego Spisu Ludności z 1921 roku wieś zamieszkiwały 103 osoby w 14 budynkach mieszkalnych. Miejscowość należała do parafii rzymskokatolickiej w Kołakach. Podlegała pod Sąd Grodzki w Zambrowie i Okręgowy w Łomży; właściwy urząd pocztowy mieścił się w Kołakach.
W wyniku napaści ZSRR na Polskę we wrześniu 1939 miejscowość znalazła się pod okupacją sowiecką. Od czerwca 1941 roku pod okupacją niemiecką. Od 22 lipca 1941 do 1945 włączona w skład Landkreis Lomscha, Bezirk Bialystok III Rzeszy.
W latach 1975–1998 miejscowość administracyjnie należała do województwa łomżyńskiego.